# Us (Frankrijk)
Us is een gemeente in het Franse departement Val-d'Oise (regio Île-de-France) en telt 1247 inwoners (2004). De plaats maakt deel uit van het arrondissement Pontoise.

## Geografie
De oppervlakte van Us bedraagt 11,0 km², de bevolkingsdichtheid is 113,4 inwoners per km².
De onderstaande kaart toont de ligging van Us (Frankrijk) met de belangrijkste infrastructuur en aangrenzende gemeenten.

## Demografie
Onderstaande figuur toont het verloop van het inwonertal (bron: INSEE-tellingen).

## Film scenes
Een scène in de film “2 Suédoises à Paris” werd opgenomen bij de spoorwegovergang in Us in de zomer van 1975. Locatie: D66 in de US.